# MT Framework
Chronologie des versions
RE Engine
MT Framework est un moteur de jeu exclusivement élaboré pour être utilisé avec l'ensemble des jeux vidéo de la septième génération développés par Capcom sur la PlayStation 3, Xbox 360 et plus tard sur la Wii et la Nintendo 3DS. MT signifie "Multi-thread", "Meta Tools" et "Multi-cibles". Les jeux utilisant le cadre de MT sont à l'origine développé sur PC puis porté sur les deux autres plates-formes. Keiji Inafune mentionnait dans une interview accordée à 1UP.com que le MT Framework est le programmeur principal conçus spécifiquement pour Dead Rising, Lost Planet, et un hypothétique troisième jeu du nom de Mega Man Legends, auquel Inafune a l'espoir de faire depuis plusieurs années.
Le MT Framework 1.0 a été pensé à la base pour le PC et la Xbox 360. Capcom a décidé d'améliorer cette version pour la PS3, apparue pendant ce temps. Ce serait une des raisons pour lesquelles Dead Rising n'a jamais été porté sur PS3 (puisqu'il aurait été développé avec la première version). Le MT Framework 2.0 est utilisé pour Lost Planet 2 qui donne de meilleurs graphismes que son prédécesseur. Il est annoncé au début de la bande-annonce de Marvel vs Capcom 3: Fate of Two Worlds, pour la PlayStation 3 et Xbox 360, que le jeu est développé sur une version de MT Framework.

## Jeux l'utilisant

### Version 1.0
- v1.0 - Dead Rising
- v1.1 - Lost Planet sur Xbox 360
- v1.2 - Lost Planet sur PC
- v1.3 - Devil May Cry 4
- v1.4 - Resident Evil 5

### Version 2.0
- v2.0 - Lost Planet 2
- v2.0 - Resident Evil 6
- v2.1 - Marvel vs. Capcom 3
- v2.? - Ultimate Marvel vs. Capcom 3
- v2.? - Dragon's Dogma
- v2.? - Monster Hunter World [5]

### Version Lite
- Resident Evil: The Darkside Chronicles
- Sengoku Basara: Samurai Heroes

### Version Mobile
- Resident Evil: Revelations
- Super Street Fighter IV 3D Edition
- Resident Evil: The Mercenaries 3D
- Ultimate Marvel vs. Capcom 3 sur PlayStation Vita
- E.X. Troopers